# Guerra de los Trescientos Treinta y Cinco Años
La Guerra de los Trescientos Treinta y Cinco Años o Guerra de los 335 años (1651-1986) es el nombre dado a la «guerra pacífica» entre los Países Bajos y las Islas Sorlingas (localizadas en la costa sudoeste del Reino Unido). Duró 335 años sin que se realizase un solo disparo. Es considerada como una de las  guerras más largas de la historia.

## La Guerra

### Orígenes
Los orígenes de la guerra se encuentran en la segunda guerra civil inglesa, disputada entre los realistas y parlamentarios entre 1642 y 1652. Oliver Cromwell tuvo que pelear contra los realistas en los límites del Reino de Inglaterra. Al oeste de Inglaterra Cornualles era el último bastión de los realistas. En 1648, Cromwell controlaba el lado continental de Cornualles, que estaba en manos de los parlamentarios.
El punto fuerte de los realistas era la Marina Real Británica, que trabajaba para el Príncipe de Gales Carlos II. La Marina Realista fue forzada a retirarse a las Islas Sorlingas, que estaban en las afueras de la costa de Cornualles y bajo el dominio del realista Sir John Grenville.

### Alianza de la Marina Neerlandesa
La Marina de las Provincias Unidas de los Países Bajos estaba aliada con los parlamentarios. Los Países Bajos tuvieron ayuda de los ingleses durante la guerra de los Ochenta Años (1568-1648), que empezó con la Reina Isabel I de Inglaterra. El Tratado de Münster (30 de enero de 1648) confirmó la independencia neerlandesa de España. Los Países Bajos buscaban mantener su alianza con Inglaterra y eligieron aliarse con el bando que prometía ser el vencedor en la Guerra Civil.
La Marina Neerlandesa sufrió muchas pérdidas a manos de la flota realista asentada en las Sorlingas. El 30 de marzo de 1651 el Almirante Maarten Harpertszoon llegó a las Sorlingas para demandar reparación de parte de la flota realista por los barcos neerlandeses y los bienes tomados por ellos. Como no hubo una respuesta satisfactoria, en abril de 1651 los Países Bajos declararon la guerra. Como la mayor parte de Inglaterra estaba en manos de los parlamentarios, la guerra fue declarada específicamente a las Islas Sorlingas.

### Rendición Realista
En junio de 1651, poco después de la declaración de guerra, las fuerzas parlamentarias bajo el mando del almirante Robert Blake forzaron a la flota realista a rendirse. La flota neerlandesa, ya bajo ninguna amenaza, se retiró sin disparar un tiro. Debido al desconocimiento de una declaración de guerra de una nación contra una pequeña parte de otra, los neerlandeses se olvidaron de declarar oficialmente la paz.

## Tratado de paz
En 1985, Roy Duncan, historiador y Presidente del Consejo de las Islas Sorlingas, escribió a la Embajada de los Países Bajos en Londres para resolver el «mito» de que las islas aún estaban en guerra. Los miembros de la embajada encontraron que el mito era verdad y Duncan invitó al Embajador Rein Huydecoper a visitar las islas y firmar un tratado de paz. La paz fue declarada el 17 de abril de 1986, 335 años después de que comenzara la guerra.